# Pietro Carmignani
Pour les articles homonymes, voir Carmignani.
Pietro Carmignani (né le 22 janvier 1945 à Altopascio en Toscane) est un joueur de football italien, qui évoluait au poste de gardien de but, avant de devenir entraîneur.

## Biographie

### Joueur
Formé par le petit club de la Stella Rossa di Viareggio, il commence sa carrière avec le club de Côme alors en Serie C, puis fait ses débuts en Serie A en 1968 sous les couleurs de Varèse. 
Le 9 juillet 1971, il est acheté par la Juventus pour remplacer Roberto Tancredi parti à Mantoue. Pour sa première saison avec un grand club (où il dispute sa première rencontre le 29 août 1971 lors d'un nul contre Bari 1-1 en coupe), il remporte un scudetto en 1971-1972. 
À la fin de cette saison victorieuse, il rejoint le Napoli où il suscite immédiatement le sympathie des tifosi napolitains qui le surnomment alors Gedeone. C'est d'ailleurs durant cette période au Napoli qu'il se marie, avec une napolitaine. Il y dispute cinq saisons de bon niveau en y jouant la quasi-totalité des matchs, remportant même une Coppa Italia en 1976.
Il part ensuite terminer sa carrière avec la Fiorentina, le grand club de sa région natale, où il joue notamment avec Giovanni Galli.

### Entraîneur
Il commence sa carrière d'entraîneur à Parme où il devient l'adjoint d'Arrigo Sacchi (qui l'emmène également avec lui lors de sa période de sélectionneur de la Nazionale).
Il est par la suite appelé plusieurs à entraîner diverses équipes du club de Parme. En 2001/2002, après avoir remplacé sur le banc Daniel Passarella, il prend en charge l'équipe et remporte notamment son premier titre d'entraîneur, la Coppa Italia (battant en finale la Juventus). À la fin de la saison, il laisse Cesare Prandelli prendre les rênes du club, avant de la reprendre en main en 2004-2005 lorsqu'il prend la place de Silvio Baldini, réussissant à les sauver de la relégation après un match de barrage contre Bologne. Il entraîne également la Primavera de l'équipe.
En 2007-08, il devient l'adjoint de l'entraîneur de Varèse, avant d'en devenir ensuite l'entraîneur principal durant la première partie de la saison suivante (où il est limogé à la suite d'une défaite 3-2 lors du derby contre Côme).

## Palmarès

### Joueur
| Varèse - Championnat d'Italie D2 (1) : - Champion : 1969-70. |  | Juventus - Championnat d'Italie (1) : - Champion : 1971-72. |  | Naples - Coupe d'Italie (1) : - Vainqueur : 1975-76. - Coupe de la Ligue anglo-italienne (1) : - Vainqueur : 1976. |

### Entraîneur
Parme
- Coupe d'Italie (1) :
  - Vainqueur : 2001-02.